# محطة قطار عين بوزيان
محطة عين بوزيان هي محطة سكة حديد جزائرية تقع في بلدية عين بوزيان في ولاية سكيكدة .

## الموقع
تقع المحطة غرب مدينة عين بوزيان على الخط الممتد من الجزائر العاصمة إلى سكيكدة حيث تسبقها محطة زيغود يوسف وتتبعها محطة الحروش.

## تاريخ
أثناء الاستعمار ، كانت المحطة تسمى "محطة كول دي أوليفييه" أي فج الزيتون.

## خدمة المسافرين

### خدمة الخطوط
تخدم محطة عين بوزيان القطارات الإقليمية للوصلات :
- قسنطينة – جيجل ;
- قسنطينة – سكيكدة .

### الروابط الخارجية
- الموقع الرسمي للشركة الوطنية للنقل بالسكك الحديدية